# Cyril Goungounga
 (août 2019).
Si vous disposez d'ouvrages ou d'articles de référence ou si vous connaissez des sites web de qualité traitant du thème abordé ici, merci de compléter l'article en donnant les références utiles à sa vérifiabilité et en les liant à la section « Notes et références ».
Cyril Goungounga né le 18 juillet 1948 au Burkina Faso, à Saaba, et mort le 28 mai 2008, est un statisticien burkinabè. Il a été élu député à l’Assemblée nationale burkinabè à trois reprises, et a occupé deux postes ministériels.

## Études
Cyril Goungounga est ancien élève de l’école primaire catholique de Saaba son village natal entre 1955 et 1961, du petit séminaire de Pabré (1961 à 1966) et du lycée Philippe Zinda Kabore de Ouagadougou (1966-1969). Il obtient le Baccalauréat en 1969 à Ouagadougou
Ensuite il poursuit des études supérieures de mathématiques et de statistique en France et obtient en 1974 une licence et maîtrise en mathématiques de l'Université Paris 7-Jussieu Université Paris VII - Diderot, un DEA en Statistique mathématique de l'Université Paris 6-Jussieu Université Pierre-et-Marie-Curie, un diplôme de statisticien économiste de l'ENSAE École nationale de la statistique et de l'administration économique, un diplôme d’Ingénieur statisticien économiste, délivré par le Centre européen de formation des statisticiens économistes des pays en voie de développement (CESD-Paris).

## Parcours professionnel

### Statisticien
Cyril Goungounga est intégré dans la fonction publique burkinabè à compter du 1er juillet 1975 à l’Institut national de la statistique et de la démographie (INSD) où il occupe successivement les postes de Directeur Général Adjoint et Chef du Service des enquêtes et études statistiques jusqu'en 1978, puis de directeur général trois années, jusqu'en 1981. Au titre de directeur général de l'INSD il représente le Burkina Faso au Conseil de gestion de l'Institut africain et mauricien de statistique et d'économie appliquée (IAMSEA) à Kigali (1978-1981).

### Haut fonctionnaire
- Directeur de la Prévision au Ministère de l’Economie et du Plan (1981)
- Secrétaire Général du Ministère du Plan (1983)
- Administrateur de nombreuses sociétés d’État et entreprises privées ;
  - Directeur Général de la Caisse Nationale des Dépôts et Investissements (1981-1983)
  - Directeur Général du Fonds de voltaïsation des capitaux
  - Directeur Général de l’Ecole Nationale des Régies Financières (1989 - 1993).

Ces fonctions le conduisent à représenter son pays dans les conseils d'administration d'institutions africaines : la Communauté Economique des Etats de l'Afrique de l'Ouest (CEAO) (1981-1983) ; la Banque africaine de développement (BAD) (1989-1995) ; le Centre Ouest Africain de Formation et d’Études Bancaires (COFEB) (1990-1992) ; la Banque ouest-africaine de développement (BOAD) (1990 - 1992).

### Enseignant
Il enseigne les mathématiques financières et les statistiques à l’Université de Ouagadougou, ; il y occupe les postes :
- de Chef du Département Gestion (1986-1987)
- de Directeur des études et des stages (1987)
- de Directeur de l’Institut universitaire de technologie (1987-1989).

### Homme politique
Il est élu député à l’Assemblée nationale burkinabè trois fois sous la IVe République : 24 mai 1992, 11 mai 1997 et 5 mai 2002.
Il est membre dirigeant de l’Organisation pour la Démocratie et le Progrès/ Mouvement du Travail (ODP/MT), puis du Congrès pour la Démocratie et le Progrès (CDP) qu’il quitte en 2001 pour fonder le Parti Républicain pour l’Intégration (PARI), signifiant ainsi son passage de la majorité présidentielle à l’opposition. Plus tard en, 2005, son parti, le PARI connaît une mutation pour devenir le PARIS (Parti républicain pour l’intégration sociale).
Comme membre du Gouvernement, aux portefeuilles de Ministre intérimaire du plan en août 1983, de Ministre chargé des Relations avec le Parlement de 1997 à 2000.

## Distinctions
- Officier de l’Ordre National